# De Foeke
De Foeke is een tjasker bij het Bezoekerscentrum De Wieden van de Vereniging Natuurmonumenten in Sint Jansklooster.
Het molentje is in 1968 door Roelof Dijksma gebouwd, naast het toen eveneens opgerichte bezoekerscentrum. Vroeger diende de tjasker om gebieden droog te malen, nu worden tjaskers in natuurgebieden ook gebruikt om verdroging tegen te gaan. De tjasker kan rondmalen in circuit, maar is vooral ook een middel om de werking te demonstreren voor de bezoekers van het bezoekerscentrum. Hij heeft de status van gemeentelijk monument.
De Foeke heeft houten roeden met een lengte van 5,40 meter die dwarsgetuigd zijn. Onderaan de as bevindt zich de tonmolen met vijzel.